# タイプライター (アンダーソン)

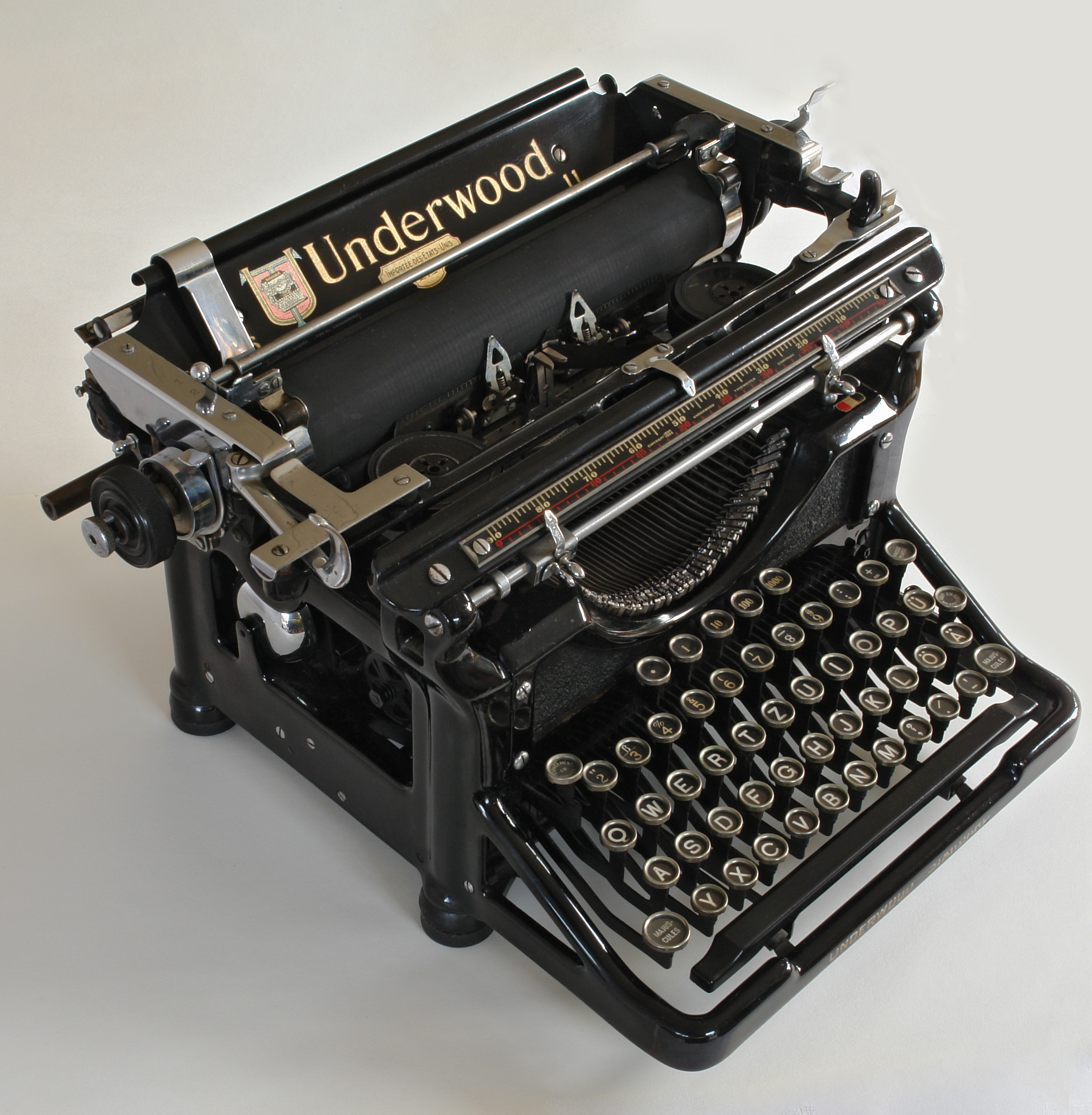
タイプライター

タイプライター（The Typewriter）は、ルロイ・アンダーソンが1950年に作曲した曲で、ルロイ・アンダーソンの最も有名な作品のひとつである。この作品は、タイプライターが楽器として用いられるのが特徴で、仕事に追われ、忙しいオフィスの情景をユーモラスに描写している。

## 作曲と初演
アンダーソンは1950年10月9日にコネチカット州ウッドベリーでこの曲を作曲した。1953年9月8日、ニューヨークで行われたデッカ・レコードでのリリースのための録音で、アンダーソン自身が指揮しボストン・ポップス・オーケストラが演奏したのが初演だった。アンダーソンはこの曲を管弦楽団やポップス・オーケストラ向けに作曲した。ウィリアム・ジンが弦楽合奏として、フロイド・ワールが吹奏楽として編曲した。

## 演奏

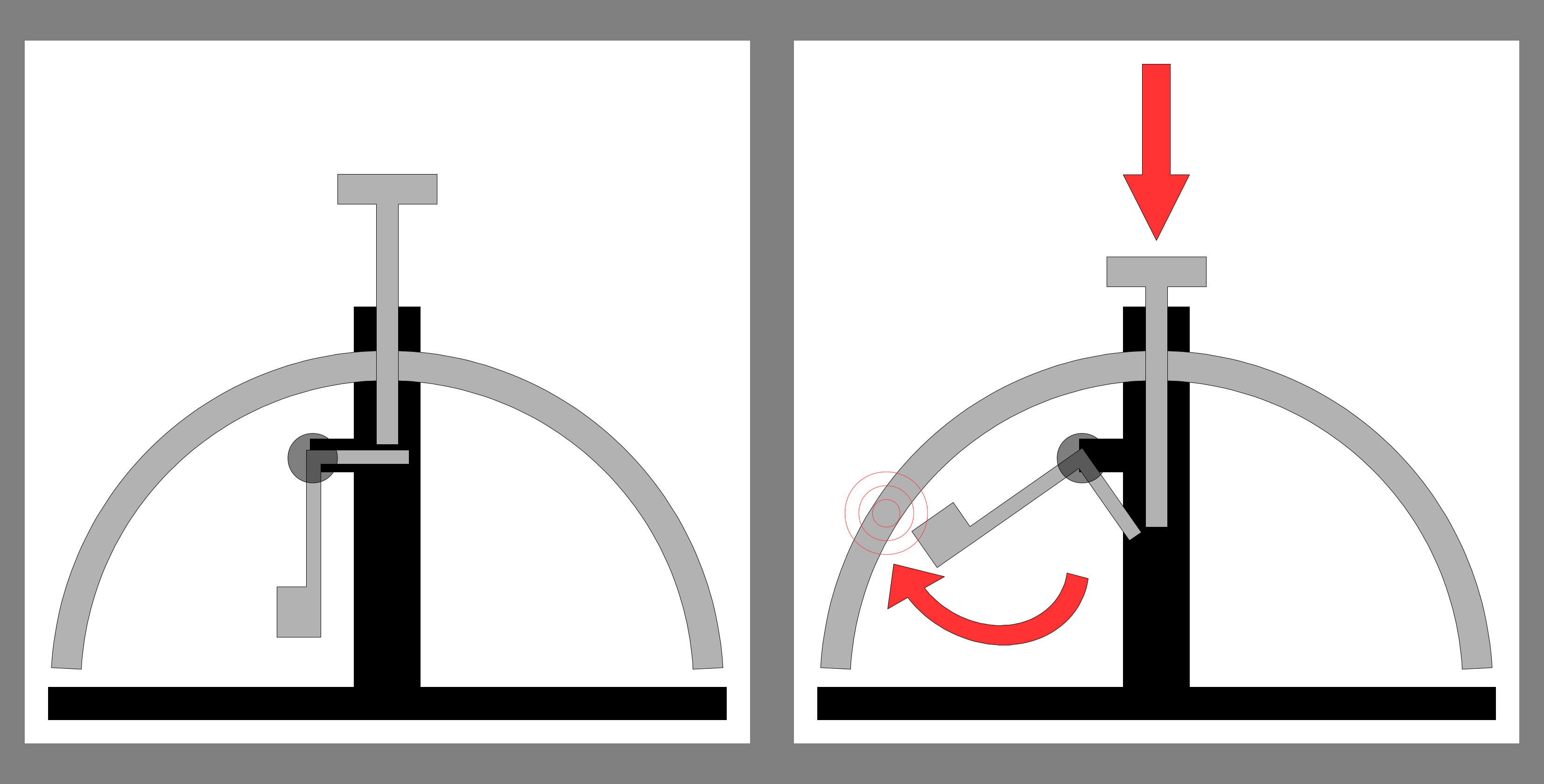
卓上ベルの構造

タイプライターのキーをタイプする音や、行末近くまでタイプしていることを示す「チーン」というベル音（ただし、実際の演奏では機械式の呼び鈴（卓上ベル）やトライアングルなどが使用されることが多い）、紙を固定するシリンダー（キャリッジ）を次の行の先頭に戻すキャリッジ・リターンの時に出る「ザッ」という音が使用されている。
本作品は協奏曲とは明示されていないが、タイプライターのパートの演奏者がオーケストラに調律を求めるなどソリストのように振る舞う演出もある。
楽譜には独立した"Typewriter"というパートがあり、タイプライターのためのパート譜も個別に存在している。この曲におけるタイプライターは打楽器として扱われ、通常は打楽器奏者が担当するが、まれに指揮者が担当することもある。キャリッジリターンの音は、フルート、弦楽器やギロなどその他の楽器で代用する場合もある。
この曲の演奏に使用されるタイプライターは、キーに繋がる印字用のバーが絡まるのを防ぐために、2つのキーだけが動くように改造されている。アンダーソン自身や他の音楽家は、この曲におけるタイプライターの演奏は、タイピング速度が速いため難しく、プロのタイピストであってもできず、プロの打楽器奏者でも手首が柔軟な人にしかできないと述べている。
演奏に実物のタイプライターを用いる場合は、曲の前後や間奏に小ネタをはさんでコミカルに演奏し、観客の笑いを誘うこともある。例えば、曲が始まる前に、カバンをさげたサラリーマン風の演奏者が登場し、楽器であるタイプライターのある席に着く際、実際のオフィスに到着したような一連の動作の演技をしたり、タイプライター演奏パート以外で手の疲れをとるように手を振るしぐさをしたり、曲の終了時に「仕事の成果」である文書を「上司」（主に指揮者）に渡して帰ったりする。
また、この曲においてタイプライターは楽器であるにもかかわらず、演奏者は指揮者より客席寄りに座り、指揮者に背を向けて演奏する場合がほとんどで、指揮者の指揮は全く見えない。

## 評価
この曲は「オーケストラのレパートリーにおいて最も機知に富み、最も器用な作品」のひとつと評されている。2004年、作家のスティーブ・メトカーフは、「日常生活からタイプライターの姿が絶えて久しいにもかかわらず、『タイプライター』は今なおアンダーソンの人気の作品であるという統計結果がある」と書いた。
現在でもコンサートなどで演奏されることが多いが、CMやBGMでも使用されている。